# Тапсак
Тапсак или Фапсак (др.-греч. Θάψακος, в Септ. Θάψα Фапса, др.-евр. תִּפְסַח‬ Тифсах) — древний город в Северной Сирии на реке Евфрат. При нём находился весьма важный в стратегическом отношении переправочный через Евфрат пункт. Здесь переправлялись войска Кира, Дария, Александра Македонского. Во времена Селевкидов назывался Амфиполис.

## Местонахождение
Точное местонахождение неизвестно, но по одному из предположений он находился в 160 километрах к северо-востоку от Тадмора. Это чаще всего ассоциируется с современным городом Дейр-эз-Зор. Другое предположение, что Тапсак находился рядом с древним государством Каркемиш.

## Тапсак в вавилонской литературе
Город под названием Тапсуху упоминается в двух вавилонских глиняных табличках. Недавно было сделано утверждение, что это может быть другое название города Тапсак.